# James P. Johnson
James Price Johnson, ook wel Jimmy Johnson (New Brunswick (New Jersey), 1 februari 1894 – New York, 17 november 1955), was een Amerikaanse jazzpianist en componist.

## Biografie

### Jeugd
James P. Johnson groeide op als jongste van vijf kinderen. Bepalende muzikale impressies van zijn kindertijd waren de door zijn ouders georganiseerde ring shouts (een bepaalde vorm van religieuze dans), waar Johnson tot diep in de nacht naar luisterde, en het pianospel van zijn moeder, die hem zijn eerste pianostuk leerde te spelen, Little Brown Jug. Toen het gezin in 1902 verhuisde naar Jersey City en zijn moeder de piano moest verkopen om de verhuiskosten te kunnen betalen, hing de jonge James rond bij bars en kroegen, waar hij de ragtime-pianisten, vanwege hun behendigheid met pianotoetsen en vrouwen 'tickler' genoemd, aanhoorde en hij met gitaarspelen, zingen en dansen een paar centen verdiende. Tijdens deze periode kreeg hij ook zijn eerste baantje als pianist in een bordeel. Bovendien maakte Johnson via zijn oudere broer kennis met enkele 'ticklers', die op weg van Baltimore en Alabama naar New York in Jersey City een tussenstop maakten.
Johnson schoolde zijn orkestrale klankvoorstellingen in symfonieorkesten, die hij vanaf 1905 bezocht in New York, terwijl de klassiek-romantische pianomuziek in de cafés in Harlem hem pianistische virtuositeit overbracht. Hij besloot om als 'tickler' zijn leven te leiden.

### Als ragtime-pianist
Ongeveer vanaf 1911 speelde Johnson in verschillende cabarets en clubs afwisselend met andere pianisten, waarvan hij veel eigentijdse speelmethoden, harmonische progressies, improvisatiepatronen, melodische figuren en persoonlijke bijzonderheden beluisterde, aan de hand waarvan hij voortaan zijn persoonlijke stijl op de basis van de eastern ragtime gestadig verder ontwikkelde. Het eigenlijke begin van zijn carrière zag hij zelf in 1913. Had Johnson tot dan veel actuele hits van de dag in zijn repertoire, dan begon hij nu zijn eerste eigen ragtimes te verwerven. Ofschoon een uitgever interesse toonde aan Johnsons muziek, kwam het tijdens deze periode niet tot publicaties, omdat Johnson nog geen noten kon schrijven en hij niemand kon vinden, die zijn nummers voor hem opschreef. Pas tijdens de jaren 1940 werden enkele van zijn rags in druk uitgebracht, weliswaar meestal in een verkorte vorm, zoals Gut Stomp: waarschijnlijk gecomponeerd tussen 1914 en 1917, daarna de prototypische notenpublicatie in 1940, tot een improvisatorisch duidelijk verder ontwikkelde versie als geluidsopname (Blue Note Records, 17 november 1943). Door de moeder van een vriend aangemoedigd, liet hij zich vanaf 1913 door Bruno Giannini onderwijzen in harmonieleer, contrapunt en pianospel en daarbij ook het voor de eerste keer in aanraking brengen met de betekenis en methodiek van de klassieke piano-vingerplaatsing. Johnson vervolgde zijn zwerftochten door de cabarets en bars van Harlem om andere pianisten te beluisteren en ontmoette daarbij de beste 'ticklers' van New York: Luckey Roberts, Eubie Blake en Willie "The Lion" Smith. Onder hun invloed eigende hij zich de bekwaamheid toe om in alle tonen met hetzelfde gemak en virtuositeit te spelen, een vooral bij de begeleiding van zangers gevraagde vaardigheid. Vanaf 1914 nam ook de compositie van songs een uitvoerige plaats in zijn leven in.
Nadat hij ondertussen het noten schrijven had geleerd, begon hij voor musicalshows songs bij te sturen. Met deze basisprincipes behoorde Johnson spoedig tot de beste ragtime-pianisten van New York. Tijdens de volgende jaren breidde Johnson zijn muzikale activiteiten uit, nam hij zijn eerste pianorol op (1917) en bracht hij voor de eerste keer een compositie uit. In de tijdspanne tot 1920 reisde Johnson in verschillende staten en nam hij daarbij alle gelegenheden te baat om zich muzikaal verder te ontwikkelen. In 1920 ontmoette hij George Gershwin, die net als Johnson pianorollen opnam. Tijdens deze periode groeide hij uit tot de beste pianist van New York, die de naam had om in 'cutting contests' en op rentparties onoverwinnelijk te zijn en zijn positie actief te verdedigen.

### Als stridepianist
Het jaar 1921 had voor Johnson een bijzondere betekenis. Hij nam voor QRS Records pianorollen op, waaronder zijn bravourstuk Carolina Shout (dat hij in 1918 een keer had ingespeeld op een rol). Na deze pianorol leerden zowel Fats Waller als ook Duke Ellington het beginnummer van de Harlem-stridepiano. Bovendien werd in dat jaar de eerste plaat met Johnson geproduceerd (Harlem Strut, Black Swan Records) en ontmoette hij de 17-jarige Thomas Waller, die hij, na de onverwachte dood van diens moeder Adeline (1920) en na diens uithuiszetting door Wallers zeer religieuze vader Edward, familiair en muzikaal onder zijn vleugels nam en hem uitgebreid onderwees in het klassiek gefundeerde jazzpianospel. Tijdens de jaren 1920 was Johnson een zeer drukbezet man.
Naast zijn verbintenissen voor QRS was hij in 1923 muzikaal leider van de reizende revue Plantation Days in het Verenigd Koninkrijk, nam hij platen op en schreef hij de muziek voor de twee succesvolle Broadway-shows Runnin' Wild (1923, waaruit de beide standards Old Fashioned Love en Charleston afkomstig zijn) en Keep Shufflin'  (1928, samen met Fats Waller). Verder componeerde hij talrijke songs, waaronder de klassieker If I Could Be with You One Hour Tonight. Bovendien concentreerde hij zich op de compositie van orkestwerken, waarvan Yamekraw (1928) met Fats Waller als solist première had. Vanaf 1927 zette Johnson toenemend in op plaatopnamen als inkomstenbron. Tijdens deze periode vielen zijn legendarische begeleidingen van zangeressen als Ethel Waters en Bessie Smith, de keizerin van de blues, vooral haar Backwater Blues.

### Als componist
Begin jaren 1930 daarentegen concentreerde Johnson zich op Broadway. Terwijl Sugar Hill minder succesvol was, liep de show Harlem Hotcha, waarbij hij met Andy Razaf (tekst) en Don Redman (muzikaal leider) samenwerkte, wezenlijk beter. Tijdens de crisis van de jaren 30 werden mogelijkheden voor plaatopnamen en daarmee de inkomsten, die men kon bereiken als opnameartiest, steeds minder. Johnson trok zich vergaand terug uit het nachtleven van Harlem en hield zich weer bezig met muziektheoretische materie en de compositie van omvangrijke orkestwerken. Tijdens de economische crisis ontstonden een symfonie, een suite en een pianoconcert. In latere jaren kwamen nog een ballet, een opera, sonaten en een symfonisch dichtwerk erbij.

### Latere jaren
Met de nieuw ontwaakte interesse voor oudere jazzstijlen begon vanaf 1938 Johnsons tweede carrière als jazzpianist. Eerst als sideman werkzaam in verschillende bands, was hij in het beroemde Carnegie Hall-concert From Spirituals to Swing (deel 2 volgde een jaar later) op 23 december 1938 met twee pianosoli vertegenwoordigd. Direct daarna ontstond op 24 december 1938 in de Havers Studios in New York een interview met Alan Lomax voor de Library of Congress, waarvoor de sowieso weinig spraakzame en algemeen eerder bescheiden optredende Johnson per abuis door Lomax als blueszanger, pianist en spreker uit Kansas City werd geregistreerd.
Daartoe nam Johnson, bijkomend bij de opname van een biografische monoloog met de geluidsarchieftitel Monologue on early life aan de piano en gelijktijdig in dialoog met Lomax, in totaal zeven muzikale nummers op voor het geluidsarchief. Uit deze archivarische keuze werd tot dusver alleen het enkele nummer Pork And Beans (componist Luckey Roberts) op cd(?) uitgebracht bij Document Records. De andere zes archiefnummers waren Stop It, Joe, Blues, The Bull Diker's Dream, Ethel Waters Blues, Low Down Blues en de door Alan Lomax hoogstwaarschijnlijk ten onrechte als Snowy Water Blues geregistreerde Snowy Morning Blues. Hoewel James P. Johnson vanaf 1940 met een aantal beroertes te kampen had, die hem steeds weer tot langere rustpauzes dwongen, kon hij zijn opnamewerkzaamheden als solist en sideman in diverse formaties tot 1949 vervolgen.
Het overlijden van zijn vriend en leerling Fats Waller in 1943 had Johnson reeds in een diepe, persoonlijke crisis gestort, welke hij met de opname van een Memorial Album met nummers van Waller probeerde te verwerken. De gezondheidsklachten bemoeilijkten weliswaar zijn spreken, zijn pianospel scheen er echter niet onder te hebben geleden. In 1951 beëindigde een massieve beroerte zijn carrière definitief. Johnson, die in de laatste jaren van zijn leven verlamd en hulpbehoevend was en in 1954 een voortijdig overlijdensbericht ontdekte in het tijdschrift DownBeat, overleed in het Queens-ziekenhuis in New York aan de gevolgen van een verdere, zijn achtste beroerte. Slechts 75 personen bewezen hem de laatste eer.

### Zijn stijl
Johnsons persoonlijke pianostijl baseert op de eastern ragtime en diens individuele vormen in het spel van afzonderlijke pianisten, wiens belangrijkste vertegenwoordigers Eubie Blake und Luckey Roberts tot Johnsons nauwste vrienden telden. Samen met elementen uit verschillende stromingen van de blues, de romantische pianotraditie (virtuositeit, volhandige akkoorden), invloeden uit de orkestmuziek en talrijke elementen van andere 'ticklers' vormde Johnson daaruit de pianostijl, die bekend geworden is als Harlem stridepiano, kortweg stridepiano. Voor zover hij een vocabulaire met pianistische motieven formuleerde, die iedere stridepianist beheerste en inbouwde in zijn improvisaties, nam hij in de ontwikkeling van de jazzpiano een sleutelpositie in. Johnsons eigen stijl liet zich echter niet op typische gewoonheden en motieven reduceren. Zijn stijl was levenslang aan de klassieke stridepiano verbonden.

### Opnamen
James P. Johnsons opnamecarrière begon in 1917 met de eerste pianorollen en strekte zich uit tot 1949, het jaar waarin hij zijn laatste platen opnam. Vanaf 1921 bespeelde Johnson laatstgenoemd medium als solist, begeleider van blueszangeressen, orkestleider en als sideman in de formaties van andere jazzmuzikanten. Zijn nagelaten geluidsconserven documenteren zijn wortels in de eastern ragtime (de eerste pianorollen) en zijn vaardigheden in de stijlvorming van de Harlem stridepiano (de eerste platen), echter niet het eigenlijke veranderingsproces van ragtime naar stride tussen 1918 en 1921, omdat uit deze periode geen opnamen bestaan van Johnson. Carolina Shout uit 1921 is waarschijnlijk de eerste opgenomen jazzpiano-solo. De plaat kwam in januari 1922 in de hitlijst.
De platen, die Johnson opnam tijdens de jaren 1920, geven een goed overzicht over zijn vaardigheden als stridepianist, bluespianist en begeleider. Ze geven aan, dat stridepiano zowel een eigen variëteit als ook een speeltechniek was (en is), omdat Johnson in zijn vanaf 1923 ontstane opnamen van bluesnummers (Backwater Blues, Snowy Morning Blues) en schlagers (Crying for the Carolines) stride-elementen gebruikte, ofschoon het niet over stridecomposities gaat. Tot 1931 ontstonden zijn klassieke solo-opnamen. Naast de reeds genoemde nummers zijn dit Keep off the Grass en Harlem Strut (1921), Riffs, Jingles en You've Got to Be Modernistic (1930). Twee pianoduets met Clarence Williams uit 1931 documenteren de vaardigheid van de 'tickler' om tijdens het pianospel te converseren, ook als het hier een vorm van amusement betreft met vermakelijke teksten. Vanaf 1938 nam Johnson weer platen op met kleine combo's. Tussen 1940 en 1949 ontstonden ook weer talrijke pianosolo-opnamen, waaronder enkele remakes van vroegere nummers, die de ontwikkeling van zijn stijl documenteren. Als bandpianist kwamen Johnsons stilistische en technische vaardigheden te pas, waarbij voor hem in een band niet permanent de noodzaak bestond om met de linkerhand het strideritme te spelen. Als geen bas was bezet (zoals in de opnamen van Perry Bradfords Jazz Phools uit 1925), kon hij de ritmesectie van een band met zijn linkerhand vervangen, maar als een complete ritmesectie meewerkte, concentreerde Johnson zich ook graag op de rechterhand (zoals b.v. in zijn Victory Stride uit 1944). Opnamen, die Johnson onder zijn naam had opgenomen, werden bij het label Classics heruitgebracht.

### Johnson als componist
James P. Johnson wilde als componist van klassieke werken in herinnering blijven, die jazz en blues in grotere klassiek-symfonische vormen integreert. Na zijn studies bij Giannini hield hij zich tijdens de jaren 1920 bezig met zelfstudie met laat-romantische harmonieleer, instrumentatie, contrapunt en geluidszetting. Tijdens de jaren 1930 streefde hij naar een uitdieping van zijn muziektheoretische en compositietechnische vaardigheden, waarvoor hij zich twee keer (1937 en 1942) (zonder succes) kandidaat stelde voor een Guggenheim Fellowship als financiële ondersteuning en institutionele fundamentering van zijn composities. Johnson ondervond niet ten laatste ook vanwege zijn wortels in de jazz een sterk sociaal verschil tot andere artiesten van de Harlem renaissance. Derhalve trachtte hij om gevestigde auteurs als Langston Hughes als librettist en voorspreker voor zijn werken te winnen, omdat hij op grond van zijn ontbrekende academische opleiding weinig contacten had met de klassieke muziekactiviteiten in New York en derhalve ook weinig steun kreeg voor zijn composities.
Zijn in 1927 ontstane rapsodie Yamekraw voor piano en orkest was het eerste werk, gevolgd door twee symfonieën (Harlem Symphony, 1932, Symphony in Brown, 1935), een pianoconcert (Jassamine Concerto, ook Pianoconcert in As-Dur, 1934), twee pianosonaten, een opera De Organizer, synfonische dichtkunst (vooral African Drums) en de American Symphonic Suite. Daarnaast had Johnson nog een reeks kleinere werken gecomponeerd. Yamekraw werd geïnspireerd door Gershwins Rhapsody in Blue en representeerde Johnsons eerste poging om een authentieke, op Afrikaanse tradities baserende Amerikaanse kunstmuziek te componeren. In deze compositie bevinden zich elementen van jazz, ragtime, spirituals en blues als fundamentele vormingselementen. Weliswaar kan men Yamekraw als geheel bij geen van deze genres indelen. In plaats van een eigen thema te hanteren, besloot Johnson om een mengeling te gebruiken uit verschillende blues- en spiritualthema's, hetgeen het werk dan ook de kritiek opleverde, populaire melodieën eenvoudig te dwingen in een klassiek-romantisch geïnspireerde status, waaruit een zich weinig ontwikkelende, kleinburgerlijke structuur resulteerde. Desondanks was Yamekraw zeer succesvol en beleefde tot in de jaren 1940 talrijke opvoeringen.
African drums representeerde een verdere poging om Afro-Amerikaanse muziek te componeren. Johnson bediende zich hier zoals in het derde bedrijf van zijn Harlem Symphony, Baptist Mission, in feite van de variatietechniek. Twee centrale thema's werden in zeven variaties contrapuntische motieven tegenover elkaar gesteld. Ook hier staat niet het directe jazzcitaat in de voorgrond, maar de verwerking van ritmisch-melodieke elementen uit de ragtime en de stridepiano, die contrasterend steeds weer met puur ritmische fasen van het slagwerk werden geconfronteerd.
Hoewel sommige werken van Johnson onvolledig zijn en daarom ofwel helemaal niet ofwel alleen geschikt lijken voor publicatie en voor uitvoeringen met veel contextualisering, werden tijdens het leven van Johnson alleen individuele delen van meer uitgebreide werken gepubliceerd. Volledig bewaard zijn de Harlem Symphony, het pianoconcert Jazz A Mine, een enkele set uit de American Symphonic Suite en African Drums. Deze werken werden door de dirigente Marin Alsop met het Concordia Orchestra op cd ingespeeld, de piano-soloparts speelde de pianiste Leslie Stifelman.
Van Johnsons orkestwerken ontstonden kleine opnamen, waaraan hij had meegewerkt. Enkel van zijn verdwenen fantasie Yamekraw, van het orkestwerk Drums en van de tweede set van zijn pianoconcert (als Blues for Jimmy) bestaan er sterk ingekorte pianoversies, die Johnson in 1944/1945 had opgenomen voor het label Asch.

### Betekenis
Johnsons betekenis voor de ontwikkeling van de populaire muziek laat zich gemakkelijk aflezen aan de werking van zijn nummer Charleston, maar wordt echter in de literatuur pas aanvankelijk gewaardeerd. Zijn betekenis als jazzpianist is vaak gereduceerd op zijn functie als 'vader van de stridepiano'. Dat wijst erop, dat Johnson nooit de grote populariteit van een Fats Waller heeft gehaald, anderzijds ligt het daaraan dat zijn muzikale activiteiten zo veelzijdig waren, dat hij zich niet volgens een eenvoudig te vatten categorie op de markt liet brengen en beoordelen. Uitspraken van andere muzikanten tonen echter, dat Johnson in muziekkringen een enorme reputatie bezat en dat zijn activiteiten zeer zeker werden gewaardeerd. Hij is van invloed geweest op vele jongere jazzpianisten, zoals onder meer Fats Waller, Art Tatum, Teddy Wilson en Thelonius Monk.
Johnsons betekenis als componist van serieuze muziek is kleiner dan die als jazzmuzikant. De oorzaak hiervan is gelegen in de ontbrekende steun voor zowel zijn compositorische opleiding als voor de uitvoering van zijn werken door bekende orkesten en dirigenten. In zoverre was het nagelaten oeuvre te weinig omvangrijk en te onvolledig en zijn bekendheid als componist te gering om te leiden tot een grotere verspreiding van zijn werken.

## Overlijden
James P. Johnson overleed in november 1955 op 61-jarige leeftijd.

## Discografie
- The Complete Edmond Hall, James P. Johnson, Sidney De Paris & Vic Dickenson Blue Note Sessions (Mosaic - 1985?) 6 lp's met Ben Webster, Sidney De Paris, Jimmy Shirley, John Simmons, Sid Catlett, Edmond Hall, Vic Dickenson, Jimmy Shirley, Al Lucas, Arthur Trappier - verdere details van deze compilatie vindt men bij Edmond Hall, Sidney De Paris en Vic Dickenson